# Liste der Monuments historiques in La Neuville-aux-Bois
Die Liste der Monuments historiques in La Neuville-aux-Bois führt die Monuments historiques in der französischen Gemeinde La Neuville-aux-Bois auf.

## Liste der Objekte
| Bezeichnung               | Beschreibung                                          | Standort                     | Kennzeichnung | Schutzstatus | Datum | Bild |
| ------------------------- | ----------------------------------------------------- | ---------------------------- | ------------- | ------------ | ----- | ---- |
| Tabernakel                | mit drei Skulpturen; Holz, vergoldet, 18. Jahrhundert | in der Kirche St-Remi (Lage) | PM51002152    | Inscrit      | 1974  |      |
| Skulptur Madonna mit Kind | Holz, 18. Jahrhundert                                 | in der Kirche St-Remi (Lage) | PM51002153    | Inscrit      | 1974  |      |